# テインターゲート

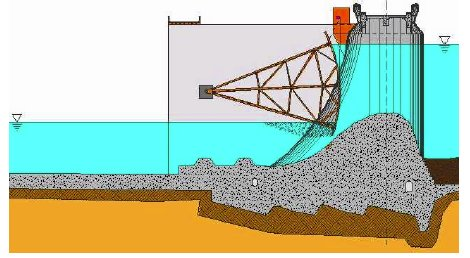
ワシントン州のパスコにあるスネーク川流域のアイスハーバーダム（Ice Harbor Dam）、テインターゲート半径方向アームの側面の切断図（USACE）。

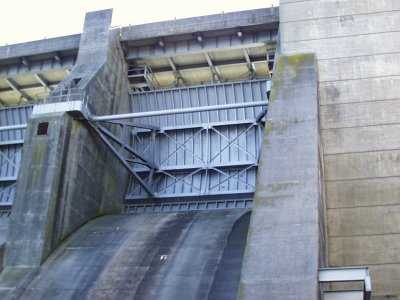
バージニア州にあるボイドトンのジョン・H・カー・ダム（John H. Kerr Dam）のテインターゲート、余水吐（USACE）

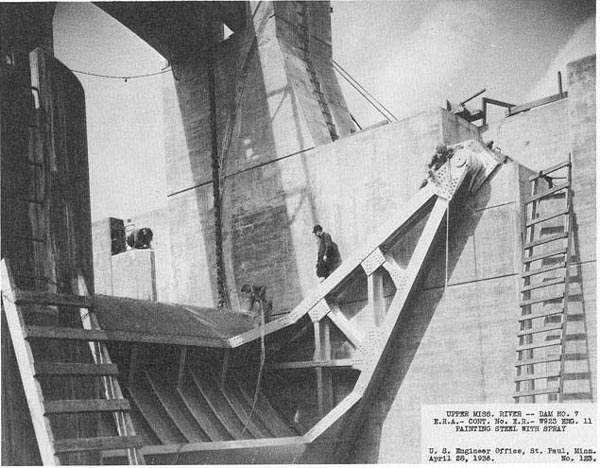
ミネソタ州ラ・クレセントのミシシッピ川上流のロックアンドダム第7号（Lock and Dam No. 7、オナラスカダムとも）に建設中のテインターゲート（1936年、USACE）

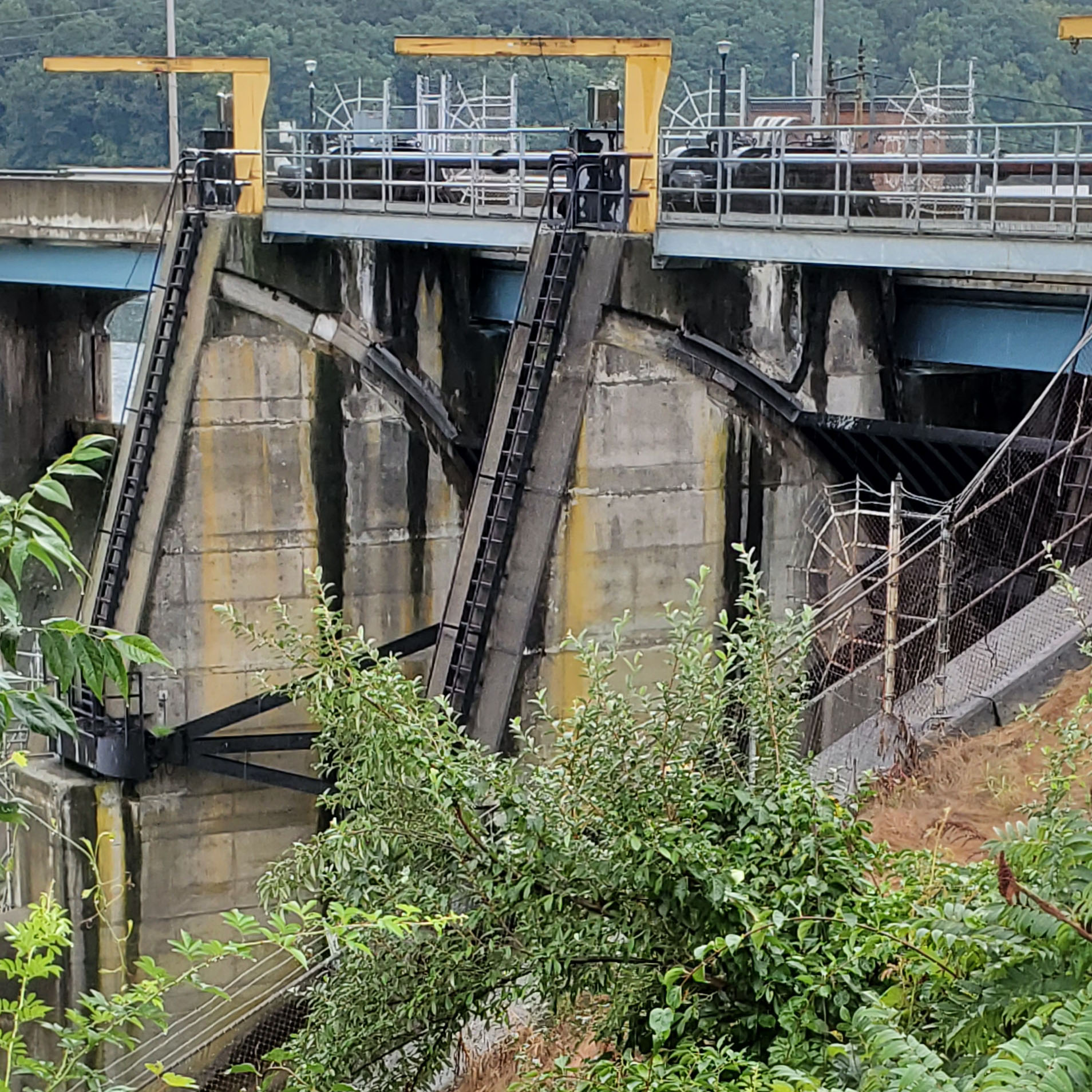
スティーブンソンダムのテインターゲート

テインターゲート（英語: (the) tainter gate）は、ダムや運河の閘門で使用されるラジアルアーム式水門の一種で、水流を制御するために使用されるもの。ウィスコンシン州の構造技術者であるジェレマイア・バーナム・テインター（Jeremiah Burnham Tainter）にちなんで命名された。

## 概要
テインターゲートを側面から見ると、一切れのパイに似ていて、曲がった部分が水源または上部のプールに向かい、先端が目的地または下部のプールに繋がっている。ゲートの曲面（スキンプレート、skinplate）は、円柱の楔（くさび）部分のような形をしている。円柱の両端からまっすぐ伸びたトラニオンの上で揺動して開閉する。
水中の物体にかかる圧力は、物体の表面に対して垂直に作用する。テインターゲートを構成する仮想円の中心をすべての圧力が通るように設計されている（断面図参照）ため、すべての圧力がゲートの支点に作用し、施工や設計がしやすくなっている。
テインターゲートを閉めると、凸側（上流側）に水がかかる。ゲートを回転させると、ゲートの下を通る水の勢いでゲートが開閉する。丸みを帯びた面、長い放射状のアーム、ベアリング（回転部分の一種）により、平らなゲートに比べて少ない力で水門を閉じることができる。テインターゲートは通常、チェーン／ギアボックス／電動モーターの機具で上から制御される。

## 問題点
テインターゲートの設計で重要なのは、スキンプレートから放射状のアーム、トラニオンに伝わる応力と、それに伴うゲート昇降時の摩擦を計算することである。古いものの中には、当初の設計では想定していなかった摩擦力を考慮し、改造を余儀なくされたものもある。1995年には、開門時の過度の圧力により、北カリフォルニアのフォルサム・ダム（Folsom Dam）でゲートが破損した。

## 普及
テインターゲートは、世界中の水管理ダムや水門で使用されており、ミシシッピ川上流域だけで321基、コロンビア川流域でも195基のテインターゲートが設置されている。テインターゲートは、水の流れをロサンゼルス上水路のサンフェルナンド発電所（San Fernando Power Plant）に迂回させる目的でも使われている。

## 歴史
テインターゲートは、1886年に、米国のメノミン湖を作るダムで使用するために、製材会社（Knapp, Stout and Co.）の従業員であるジェレマイア・バーナム・テインター（Jeremiah Burnham Tainter、1836年 - 1920年）によって発明された。

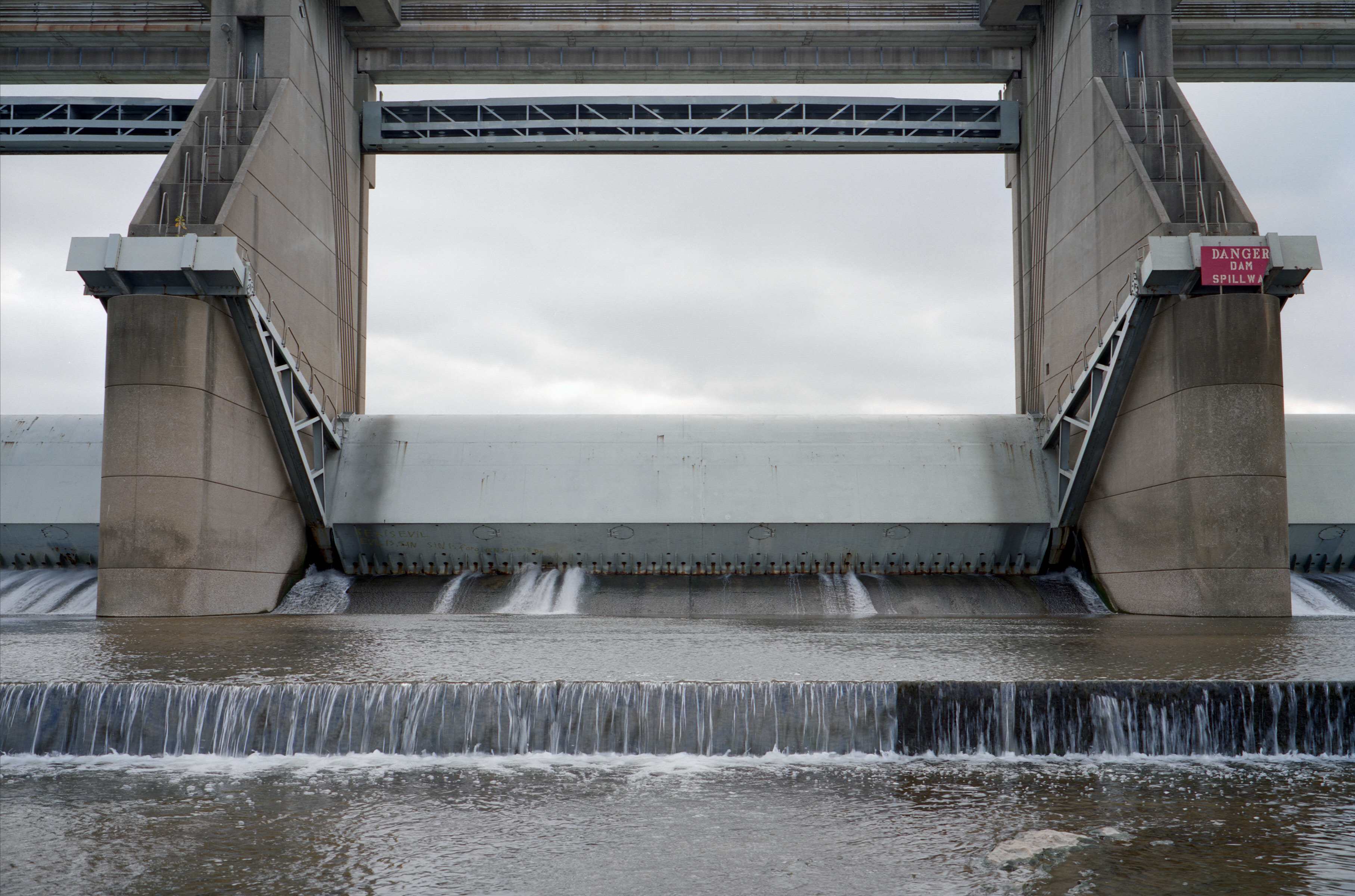
ケンタッキー州のルイビル、オハイオ川流域のマカルパインダム（McAlpine Dam）のテインターゲート